# La Fortuna (stacja metra)
La Fortuna – stacja końcowa metra w Madrycie, na linii 11. Znajduje się w Leganés i zlokalizowana jest za stacją La Peseta. Została otwarta 5 października 2010.